# 仏説温室洗浴衆僧経
『仏説温室洗浴衆僧経』（ぶっせつうんしつせんよくしゅそうきょう、旧字体: 佛説温室洗浴衆僧經）通称『温室洗浴衆僧経』『温室経』は、古代インドの仏教経典の一つ。入浴（沐浴）の功徳を説く。日本の「施浴」などに影響を与えた。

## 内容
『大正大蔵経』巻16経集部で1頁余に収まる、1300字ほどの短い経典である。
古代インドの名医耆域（ぎいき、ジーヴァカ）が、釈迦とその弟子たちに入浴（沐浴）を薦める。それを受け、釈迦が入浴の功徳を説く。釈迦は入浴の七つ道具（七物）を挙げた上で、入浴によって払われる「七病」と得られる「七福」を説く。
時代背景として、古代インドでは入浴が盛んに行われていた。ただし、温湯浴（湯船に浸かる）ではなく蒸気浴（蒸し風呂、ミストサウナ）が主流だった。

### 入浴の七つ道具
- 燃火（ねんか） - 薪火[1][6]。
- 浄水（じょうすい） - きれいな湯水[1]。
- 澡豆（そうず） - 豆類製の石鹸のようなもの[1][3]。
- 蘇膏（そこう） - 皮膚を滑らかにする油脂[3]。ボディクリームのようなもの[3]。
- 淳灰（じゅんかい） - 樹木の灰汁[1][3]。シャンプーのようなもの[3]。
- 楊枝（ようじ） - 歯を磨くもの[1]、歯木[7]。「爪楊枝」ではなく楊柳製の歯ブラシ[1][3]、または木片をくりかえし噛むもの[8]。
- 内衣（ないい） - バスタオル[1]、浴衣のようなもの[3][6]。

### 七病を払う
- 四大を安定させる（肉体の病気を防ぐ）[4][6]
- 風邪を防ぐ[6]
- 手足の痺れを防ぐ[6]
- 冷え性を防ぐ[6]
- 熱を冷ます[6]
- 清潔になる[4]
- 慢性疲労・眼精疲労を治す[6]

### 七福を得る
- 無病[4]
- 美貌[4]
- 消臭[4]
- 肌がうるおう[4]
- 運気上昇[4]
- 口臭予防[4]
- 衣服がきらびやかになる[4]

## 伝来・影響
サンスクリット原典は現存しないが、20世紀、ニヤ遺跡からカローシュティー文字のガンダーラ語断簡が発見されている。

### 中国
後漢の安世高（仮託の可能性あり）の漢訳が現存し、『大正大蔵経』巻16経集部に収録されている。注釈書として、隋の慧遠『温室経義記』と隋末唐初の慧浄『温室経疏』が現存する。唐の慧沼『温室経疏』もあったが現存しない。
20世紀に発見された敦煌写本中には、本書の庶民向け講義本（俗講）や、慧遠注・慧浄注の異本、本書を引用する北宗禅籍、唐の道士李栄が本書に対抗して作った道教経典『太上霊宝洗浴身心経』が発見されている。
これらから、隋唐の中国仏教で本書が重視され、入浴が盛んに行われたことが窺える。

### 日本
正倉院所蔵の写経記録から、奈良時代に度々写経されたことが窺える。最初の写経は天平8年（736年）に行われた。
本書は日本仏教の「施浴」（施湯・湯施行・功徳湯とも）に影響を与えた。本書を背景に、僧の斎戒沐浴の場および民の公衆浴場・湯治場として、多くの寺に「温室」（浴室・温室院・温堂・湯屋とも）が設けられた。
本書伝来前から日本には天然温泉や禊の文化があったが、都市部の公衆浴場は、本書の影響を受けた奈良時代・東大寺の「大湯屋」が最初とされる。以降、興福寺・法隆寺・元興寺などにも温室が設けられた。光明皇后の「千人風呂」伝説や、明智光秀が妙心寺に寄贈した「明智風呂」も、本書が背景にあったとされる。ただし、日本も江戸時代中期以前は蒸気浴が主流だった。

## 日本語訳
- 清水谷恭順訳「仏説温室洗浴衆僧経」『国訳一切経 印度撰述部  経集部14』大東出版社、初版1934年、改訂版1990年、ISBN 978-4500000746